# Henry Proctor
Henry Arthur Proctor (ur. 19 października 1929 w Baxter Springs, zm. 13 kwietnia 2005 w Camas) – amerykański wioślarz i wojskowy, złoty medalista olimpijski.
Wystąpił na igrzyskach olimpijskich w Helsinkach w 1952 roku, gdzie osada USA w składzie: Frank Shakespeare, William Fields, James Dunbar, Richard Murphy, Robert Detweiler, Henry Proctor, Wayne Frye, Edward Stevens i Charles Manring (sternik) zdobyła złoty medal w ósemkach. W finale o 5,3 sekundy pokonali osadę ZSRR, a o 7,2 sekundy wyprzedzili Australijczyków. Był to jego jedyny start olimpijski.
Kształcił się na United States Naval Academy, następnie służył w United States Air Force. Ze służby odszedł w 1971 w stopniu pułkownika.